# Кислая (приток Цебьюги)
Кислая — река в России, течёт по территории Лешуконского района Архангельской области. Устье реки находится на высоте 120 м над уровнем моря в 35 км по левому берегу реки Цебьюга. Длина реки составляет 13 км.

## Данные водного реестра
По данным государственного водного реестра России относится к Двинско-Печорскому бассейновому округу, водохозяйственный участок реки — Мезень от истока до водомерного поста у деревни Малонисогорская. Речной бассейн реки — Мезень.
Код объекта в государственном водном реестре — 03030000112103000045869.